# ルーク・チャータリス
ルーク・チャータリス（Luke Charteris、1983年3月9日 - ）は、ウェールズの元ラグビー選手。

## プロフィール
- イングランド・ケンボーン出身。
- ポジションはロック(LO)。
- 身長 206cm、体重 124kg
- ウェールズ代表通算キャップ数は74。
- ラグビーワールドカップ2011・ラグビーワールドカップ2015のウェールズ代表に選ばれた[1]。

## 略歴
ドラゴンズ、USAペルピニャン、ラシン92を経て、2016年、バースに加入。
2019年、現役を引退してバースのラインアウトコーチに就任した。